# Cristina Bianchi
Cristina Bianchi, née à Milan en 1972, est une harpiste classique et professeure de musique italienne.

## Biographie
Cristina Bianchi naît à Milan et commence à étudier la harpe à l'âge de sept ans avec Luciana Chierici à l'école de musique de Milan, puis plus tard avec Fabrice Pierre,. Elle obtient son diplôme avec haute distinction à l'âge de seize ans,. 
Elle devient harpiste principale de 1989 à 1995 à l'Orchestre des jeunes de l'Union européenne puis de 1996 à 2001 au Théâtre Carlo-Felice et enfin de 2001 à 2008 à l'Orchestre symphonique de la Radiodiffusion bavaroise,. Elle est récipiendaire de nombreux prix de concours internationaux de harpe, tels celui de Bloomington (quatrième prix), le Lily-Laskine à Paris (troisième prix), le Concours international de harpe en Israël (1998, deuxième prix) et le Victor-Salvi à Saluces en Italie (premier prix),. Elle est également  membre de jurys de compétitions internationales de harpe, comme le Concours international de musique de l'ARD, le Lily-Laskine, entre autres,.
En 2007 elle est nommée professeure de harpe à la Hochschule für Musik und Theater München,,.
Elle enregistre plusieurs disques de musique classique sous différents labels.